# Johan Christoffel Textor
Johan Christoffel Textor (Schiedam, 20 augustus 1831 – Den Haag, 10 februari 1907) was een Nederlandse organist en beiaardier.
Textor werd geboren als zoon van organist Jean Pierre Textor en Hilletje van Grevengoed. Zijn grootvader, Johan Christoffel Textor, was ook organist. Zijn broer, Hendrik Jan Pieter Textor, werd ook organist. J.C. Textor trouwde met pianiste Ida Marie Boethke, en hun zoon Karel August Textor werd ook musicus. J.C. Textor werd begraven op Oud Eik en Duinen.
Hij kreeg zijn eerste muzieklessen van zijn vader, die net als zijn grootvader organist en beiaardier was van de Grote of Sint-Janskerk. Vervolgens kreeg hij lessen van Johannes Verhulst (compositieleer) in Den Haag en Johan Albert van Eijken (orgel) in Rotterdam. Voor pianoles ging hij naar Willem Nicolaï. In de jaren vijftig was hij organist van de Evangelisch Lutherse Kerk in Schiedam. In 1857 werd hij eerst organist en beiaardier in Brielle, waar hij ook ging wonen. In juni 1864 trouwde hij met de Duitse pianiste Boethke in Vandsburg. In maart 1865 volgde hij Willem Nicolaï op als organist van de Lutherse Kerk in Den Haag, een positie die hij tot kort voor zijn dood bekleedde. Hij gaf ook muzieklessen in die stad.
Hij componeerde een aantal liederen (bijvoorbeeld Nachtlied) en is de auteur van Handleiding bij het onderwijs in het koraalzang (1870).
Zijn vrouw, Ida Marie Boethke, ook bekend als Ida Textor-Boethke (Bromberg, 21 juni 1826 – Den Haag, 8 juli 1917), was zelf een pianiste. Ze kreeg les van Theodor Kullak en gaf ook les aan zijn muziekschool. Onder haar huwelijksnaam gaf ze concerten in en rond Den Haag. Ze overleed op 91-jarige leeftijd en werd naast haar man begraven.
Het echtpaar had vanaf 1877 gedurende vele jaren samen een (klassikale) piano-onderwijsinstelling in Den Haag.